# Henri Debluë

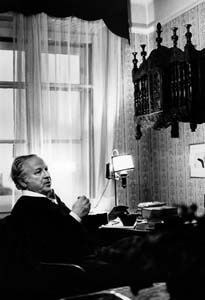
Henri Debluë (1980), Foto: Erling Mandelmann

Henri Debluë (* 3. September 1924 in Montreux; † 13. Oktober 1988 ebd.) war ein Schweizer Schriftsteller.

## Leben
Henri Debluë studierte von 1945 bis 1950 Romanistik an der Universität Lausanne und war seither als Gymnasiallehrer tätig. 1965 promovierte er mit einer Arbeit zu den Romanen von Georges Bernanos.
Er war in erster Linie als Dramatiker tätig; daneben übersetzte er unter anderem Stücke von Aristophanes und Jeremias Gotthelf ins Französische. Und er verfasste das Libretto zum Fête des Vignerons 1977. 
Der Schriftsteller François Debluë (* 1950) ist sein Neffe.

## Auszeichnungen
- 1988: Prix des écrivains vaudois

## Werke
- Force de loi, pièce en quatre actes, Lausanne 1959
- Le procès de la truie, comédie en trois actes, Lausanne 1962
- Tepek, comédie-farce en trois actes, Montreux 1964
- Les Romans de Georges Bernanos ou Le défi du rêve, Neuchâtel 1965
- L’alter ego, pièce en trois actes, Lausanne 1967
- Et Saint-Gingolph brûlait, récit, Vevey, 1977
- La passion de Job, drame, Vevey 1981
- Les cerises noires, Lausanne 1988
  - Die schwarzen Kirschen. Roman. Deutsch von Marcel Schwander. Editions M, Zürich 1993, ISBN 3-906625-36-2.